# Florian Carvalho
Florian Carvalho (Fontainebleau, Francia, 9 de marzo de 1989) es un atleta francés, especialista en la prueba de 1500 m en la que llegó a ser subcampeón europeo en 2012.

## Carrera deportiva
En el Campeonato Europeo de Atletismo de 2012 ganó la medalla de plata en los 1500 metros, con un tiempo de 3:46.33 segundos, llegando a meta tras el noruego Henrik Ingebrigtsen (oro con 3:46.20 segundos) y por delante del español David Bustos (bronce).